# Mausolée de Lanuéjols
Vous lisez un « bon article » labellisé en 2022.
Le mausolée de Lanuéjols est un monument funéraire gallo-romain situé dans la commune de Lanuéjols, dans le département français de la Lozère (en région Occitanie).
Il est construit sur le modèle d'un mausolée-temple dans la seconde moitié du IIe siècle apr. J.-C. par une riche famille qui habite certainement à proximité. Dédié à la mémoire de deux des fils des commanditaires, il est aussi appelé « mausolée des Pomponii », du nom de cette riche famille et, en occitan, « Lou Mazelet ». Si ce monument est le plus connu de Lanuéjols, il fait cependant partie d'un complexe funéraire qui comprend également de manière certaine un autel devant lequel se déroulaient probablement des cérémonies funéraires ou commémoratives ainsi qu'un troisième bâtiment non visible mais sans doute encore plus grand que le mausolée des Pomponii et qui pourrait être le tombeau des parents.
Sa localisation topographique particulière a entraîné à diverses reprises son ensevelissement partiel sous les sédiments issus des reliefs avoisinants et laissés par un ruisseau, ce qui a nécessité plusieurs chantiers de dégagement. Ce mausolée, qui fait partie de la liste des monuments historiques protégés en 1840, a fait l'objet de plusieurs campagnes de fouilles aux XIXe et XXe siècles.

## Contexte géographique et historique

La civitas des Gabales (en rouge) et son réseau routier antique (trait plein pour les voies attestées, pointillés pour les voies supposées.

Commune de la banlieue sud-est de Mende à l'époque contemporaine, Lanuéjols semble être dans l'Antiquité une agglomération secondaire de petite taille au centre de la civitas des Gabales. L'état des connaissances ne permet cependant pas de savoir s'il s'agit d'une agglomération secondaire, sans doute de petite taille mais regroupant toutefois plusieurs habitats, ou de la villa dépendant d'un domaine unique. Lanuéjols est peut-être traversée par une voie antique allant de Javols jusqu'à Bagnols-les-Bains en passant par le site de Mende, tout un secteur riche en gisements de plomb argentifère qui sont exploités dès cette époque. Outre l'ensemble funéraire et son mausolée, les vestiges antiques identifiés à Lanuéjols sont une nécropole utilisée depuis le Haut-Empire romain jusqu'au haut Moyen Âge, plusieurs vestiges de bâtiments non caractérisés et un mobilier important (éléments architecturaux dont certains en remploi dans des bâtiments plus récents des environs, monnaies, tessons de céramique) dispersé dans plusieurs sites,.
Le site antique du Pré de Clastres, au bord du ruisseau de la Gravière, occupe le fond de la vallée du Valdonnez entre le causse de Mende au nord et le mont Lozère au sud-est. L'orientation du mausolée, du nord-est vers le sud-ouest, respecte celle du vallon dans lequel il est construit. La présence du cône de déjection du ruisseau et la situation du site funéraire, cinq mètres en contrebas des terres environnantes, expliquent l'envahissement périodique du mausolée par les sédiments, parfois sur une hauteur de plusieurs mètres ; cette disposition l'a sans doute paradoxalement protégé en le préservant des agressions atmosphériques et des pillages,.
Le grand mausolée de Lanuéjols est parfois dénommé localement « Lou Mazelet », mot qui en langue occitane désigne une petite maison, un petit mas,.

## Études, fouilles et restauration

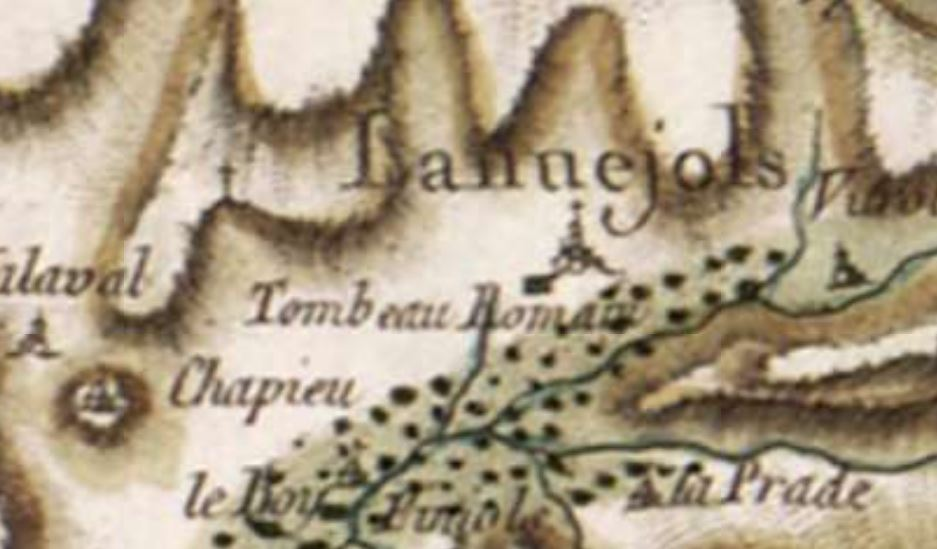
Lanuéjols et son « tombeau romain » sur la carte de Cassini.

Le mausolée de Lanuéjols est cité dans un acte notarié de 1254 qui s'accompagne d'une description très sommaire du bâtiment dont la construction est attribuée aux « Sarrasins » (terme à interpréter au sens large de païens). Au XVIIIe siècle il est reconnu par l'ecclésiastique L'Ouvreleul comme un « tombeau romain » supposé être celui de Lucius Munatius Plancus, et c'est sous cette appellation qu'il figure sur la feuille no 55 de la carte de Cassini. Une première transcription de l'inscription gravée sur le linteau de la porte est faite en 1784 ; elle démontre le caractère funéraire du monument mais infirme son attribution à Plancus.
En 1805, face au risque de démantèlement du mausolée par le propriétaire du terrain qui l'a acquis comme bien national et qui souhaite en récupérer les pierres, l'État intervient pour acheter la parcelle et l'édifice. L'ensemble funéraire est dégagé en 1813 des sédiments épais de trois mètres qui le recouvrent et en 1840, le monument dit « le tombeau romain » figure sur la première liste des monuments historiques français protégés. Laissé en l'état, le mausolée est à nouveau enseveli sous les alluvions jusqu'en 1855 où des fouilles ont lieu. Un plan de 1860 fait état d'un autre édifice mais ces travaux sont mal documentés et les vestiges très vite enfouis, eux aussi, sous les alluvions. En 1881, les fondations d'un troisième monument, sans doute un autel, sont mises au jour à quelques dizaines de mètres au sud-ouest du mausolée des Pomponii.

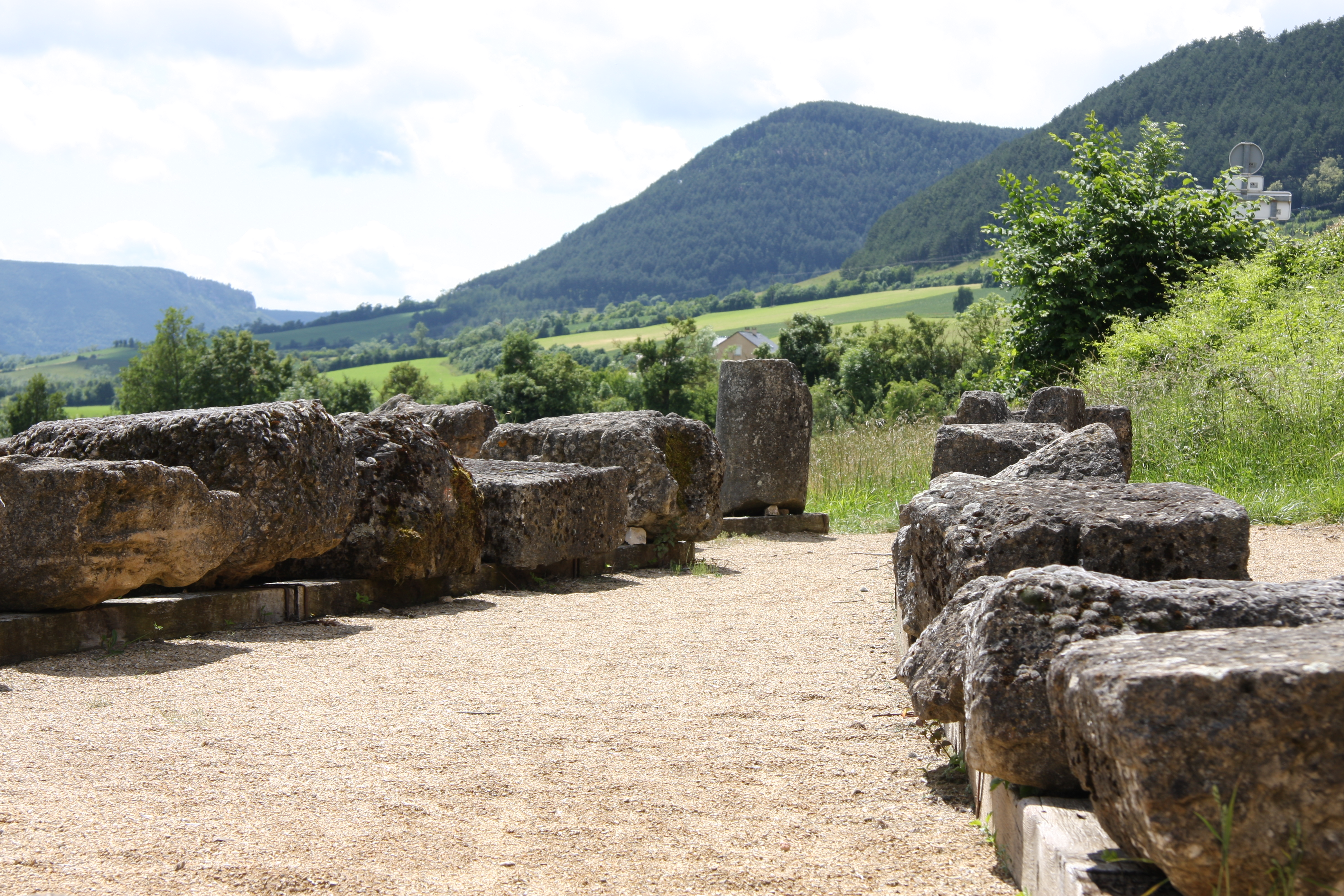
Alignement de blocs issus des monuments du complexe funéraire.

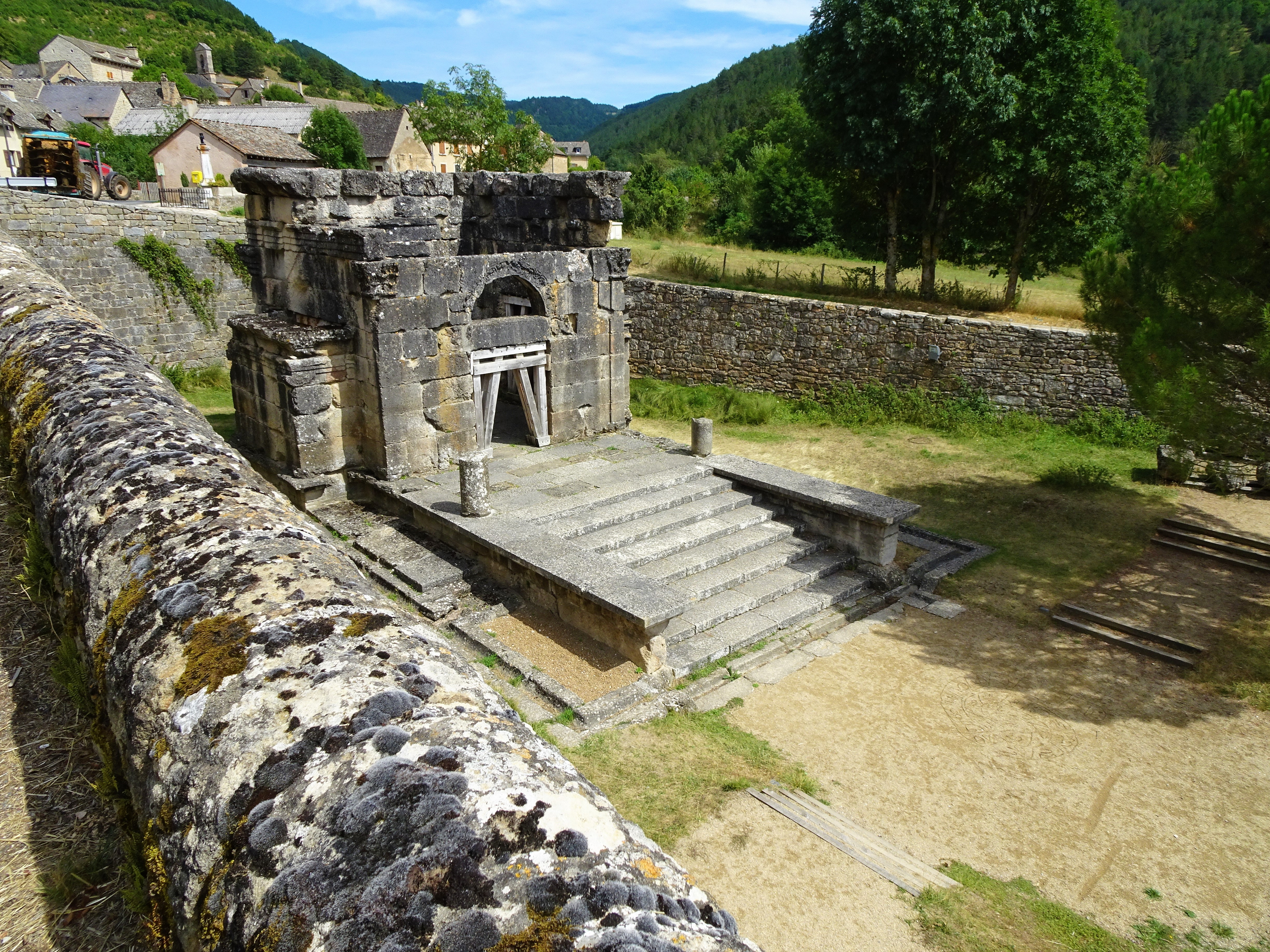
Le mausolée, après étayage de sa façade.

Une fois de plus, des travaux de dégagement doivent être entrepris avant et après la Première Guerre mondiale. Dans les années 1970 et 1980, des fouilles démontrent l'absence de crypte funéraire dans les deux monuments accessibles et permettent d'affiner la chronologie de construction du complexe. À partir de 1992, le projet de mise en valeur touristique du site entraîne de nouvelles études d'archéologie préventive. Le recensement exhaustif des 150 blocs de pierre épars sur le site et provenant du démantèlement de ses structures démontre l'existence du monument entrevu au milieu du XIXe siècle et permet de le localiser. Ces blocs sont alignés de part et d'autre d'une allée, faute de pouvoir les attribuer à un édifice précis à l’exception de quelques-uns qui proviennent avec certitude du mausolée ou de l'autel et sont replacés sur ces monuments. Outre les opérations de restauration des monuments du site, la mise en valeur réalisée à partir de 1991 consiste en l'exécution de terrassements superficiels, la mise en place d'un réseau de drainage et de chemins piétonniers ainsi que dans l'élaboration de panneaux explicatifs illustrés placés à proximité du mausolée. Concernant le monument lui-même, l'escalier conduisant au pronaos est reconstitué en 1999 et 2000.
Pour assurer la sécurité des visiteurs et la préservation du monument, la porte d'entrée du mausolée et son linteau gravé sont étayés en 2013.

## Complexe funéraire

Plan du complexe (monuments visibles).

Si le mausolée des Pomponii est le principal élément du site, le plus célèbre car le mieux préservé et le plus anciennement documenté, deux autres bâtiments sont connus, un autel cérémonial dont la base est encore apparente à l'ouest du mausolée et un second tombeau dont les vestiges sont très vite ré-ensevelis au milieu du XIXe siècle avant toute étude approfondie et qui se situe au sud de l'autel ; d'autres structures restent peut-être encore à découvrir.
La présence d'« édifices avoisinants » (au pluriel mais sans plus de précision) est d'ailleurs mentionnée dans la dédicace du temple.
En outre, la découverte, non loin du mausolée des Pomponii, d'une fosse contenant des reliefs de repas montre que des banquets funéraires en l'honneur des défunts avaient lieu sur le site.

### Composantes

#### Mausolée desPomponii

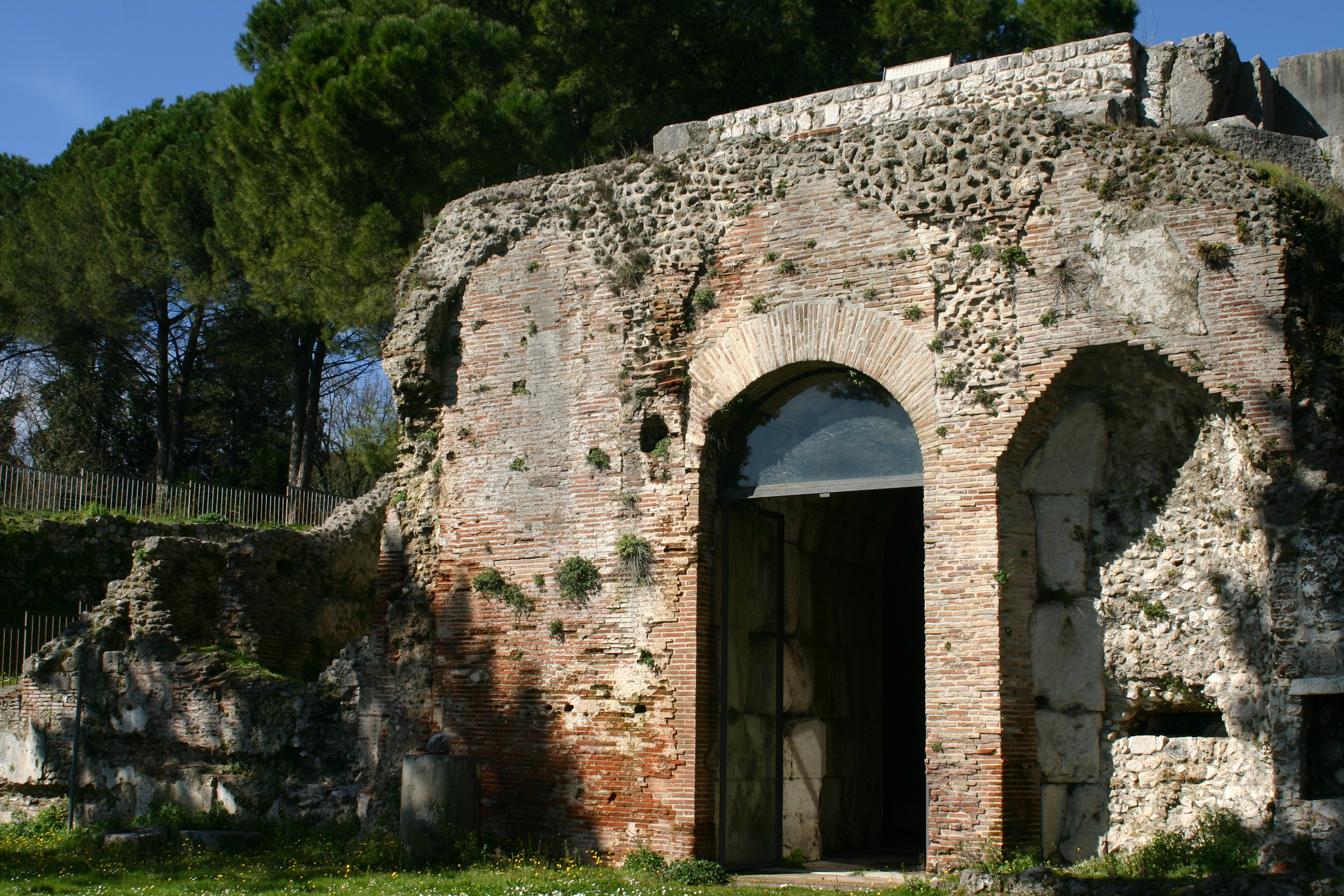
Mausolée d'Ummidia Quadratilla (Cassino, Italie).

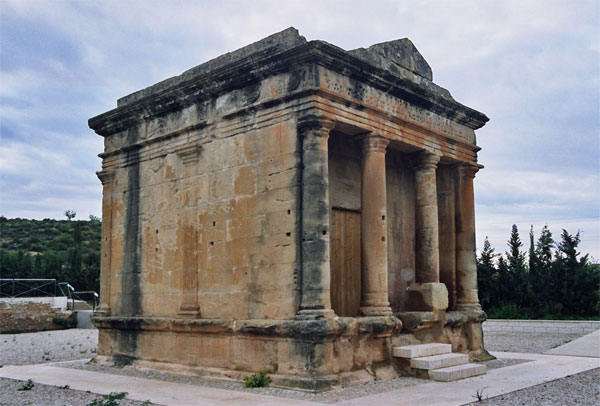
Mausolée de Fabara (Saragosse, Espagne).

Construit en grand appareil de pierre calcaire dolomitique jurassique certainement extraite localement, ce mausolée est typique du modèle architectural du « mausolée-temple » qui se répand dans les provinces de l'Empire romain dès la fin du Ier siècle, à l'exception de la Gaule romaine où il reste rare. Sa morphologie rappelle celle des temples de tradition latine, avec cella et pronaos. Le mausolée d'Ummidia Quadratilla de construction plus ancienne, sur le site archéologique italien de Cassino, peut lui être comparé, tout au moins pour le plan cruciforme de la cella. Le mausolée de Fabara dans la province espagnole de Saragosse, sensiblement contemporain de celui de Lanuéjols, procède d'une architecture assez similaire.
Des traces du chantier de construction (supports d'engins de levage, fossés de drainage, déchets de taille de pierre) ont pu être identifiées à proximité du monument de Lanuéjols.

##### Cella

Plan schématique du mausolée des Pomponii.

La cella est construite sur un plan presque carré (5,40 × 5,20 m de dimensions intérieures) mais elle est pourvue au nord-ouest, au nord-est et au sud-est de trois niches profondes de 1,30 m qui font saillie vers l'extérieur. Les niches, extérieurement, sont terminées par un fronton triangulaire supportant une toiture à deux pans ; la niche axiale, au nord-est, en outre, est voûtée intérieurement en un berceau surbaissé dont l'archivolte est décorée. La hauteur de la cella est connue jusqu'à la base de sa toiture : les corniches de la chambre centrale s'élèvent à 4,50 m au-dessus du podium, celles des niches sont situées à une hauteur d'environ 2,20 m. Des pilastres corniers d'ordre toscan ornent chaque angle de la cella et de ses niches. Ses murs, épais d'environ 0,60 m, sont constitués de grands blocs assemblés à joints vifs solidarisés par des crampons métalliques dont la plupart ont disparu. Certains de ces blocs sont taillés en équerre pour prendre place aux angles du monument. Il est possible qu'un parement en marbre ait revêtu intérieurement les murs.
Le sol de la cella est pavé de grandes dalles, mais celles-ci sont posées directement sur le sol remblayé du podium et ne recouvrent pas une crypte ayant pu accueillir les tombeaux. Il faut donc envisager que les corps des défunts étaient conservés dans des sarcophages ou des urnes s'ils ont été incinérés, peut-être disposés dans les niches latérales, suffisamment vastes pour les accueillir, de la cella ou chambre mortuaire. La niche axiale qui fait face à la porte, de dimensions plus réduites que les deux autres, pouvait receler des statues à l'effigie des Pomponii.
La porte qui s'ouvre au sud-ouest, large de 2,08 m et haute de 2,55 m, est surmontée, au-dessus de son linteau, d'un tympan ornementé en demi-cercle ; ce dernier comporte une feuillure destinée à recevoir un châssis peut-être vitré qui assurerait alors l'éclairage de la cella. L'archivolte de ce tympan est décorée de génies, de feuilles et de grappes de raisin gravés.

##### Pronaoset podium

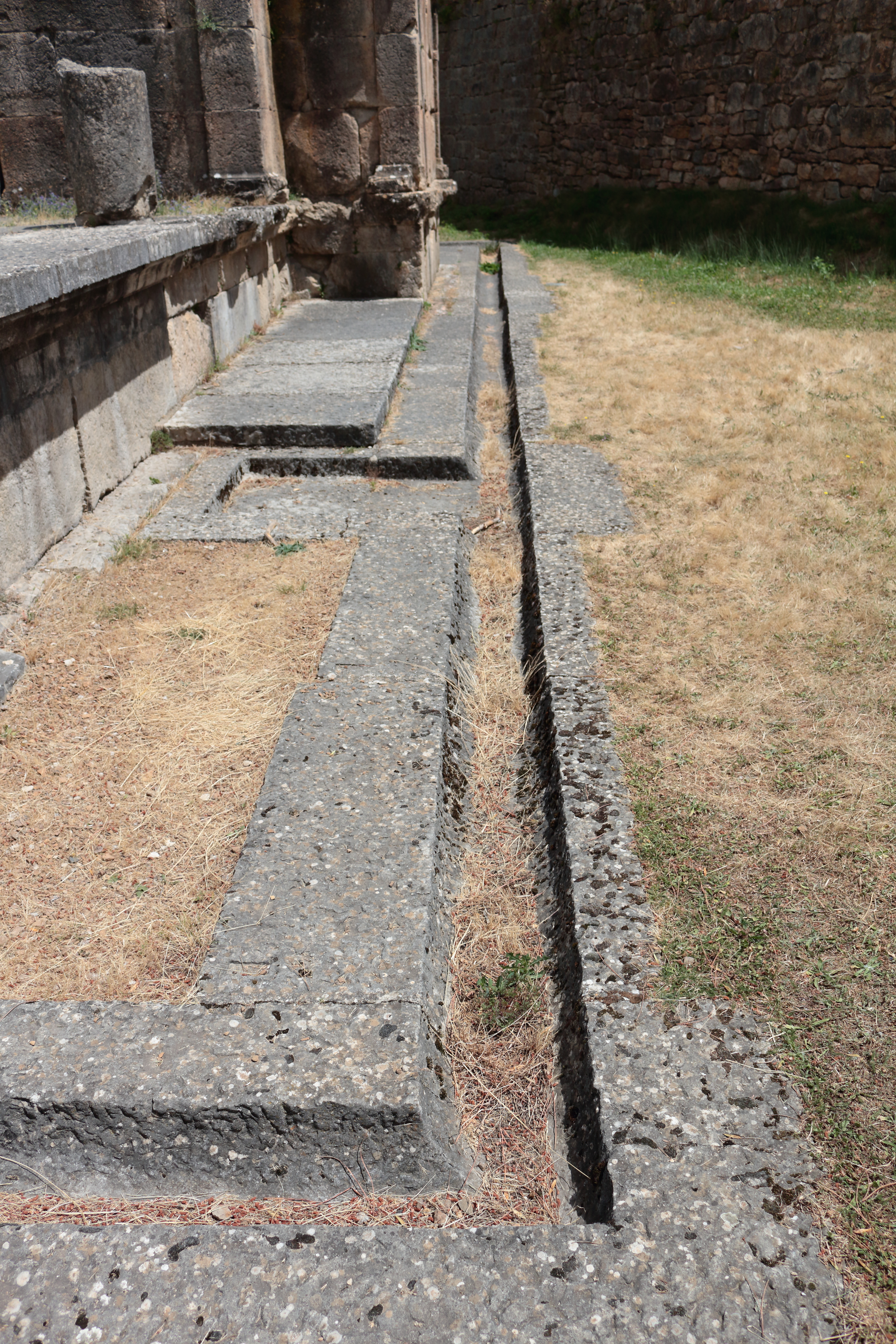
Le caniveau de drainage faisant le tour du monument

À l'origine, la façade du pronaos était ornée de quatre colonnes corinthiennes ; deux autres colonnes étaient disposées sur les retours vers la cella, une de chaque côté ; des fragments de ces colonnes ont été retrouvés sur le site et dans une ferme proche. Les colonnes de la façade supportaient, à l'origine, un entablement composé d'une architrave, d'une frise et d'une corniche décorée de modillons. Un fronton triangulaire surmontait l'ensemble.
Le monument est construit sur un podium précédé d'un escalier de huit marches, bordé par deux murs d'échiffre dans l'alignement des angles de la cella. Un caniveau de drainage creusé dans l'épaisseur des dalles qui le composent entoure le podium, l'évacuation se faisant du côté de la façade. L'escalier et le pronaos sont restaurés en 1999 à partir de blocs épars reconnus comme en faisant partie, complétés par des blocs modernes de même facture mais identifiés pour les différencier.

##### Linteau gravé
Le linteau surmontant la porte d'entrée de la cella mesure 2,20 × 0,60 × 0,60 m. Plus large que cette dernière et porté latéralement par des génies ailés, il est gravé, côté extérieur, de l'inscription en forme d'épitaphe sur cinq lignes :
HONOR[I] ET MEMOR[I]AE LVCI(I) POMPON(II) BASSVL(I) ET L(VCII) POMP(ONII)
BALBIN(I) FILIORVM PI(I)SS[I]MORVM LVCIVS IVL[I]VS BASSIANVS PATER
ET POMPONIA REGOLA MATER AEDEM A FVNDAMENTO VS-
QUE CONSVMMAT[I]ONEM EXSTRVXERVNT ET DEDICAVERVNT
CVM AEDIFICIIS CIRCVMIACENTIBVS

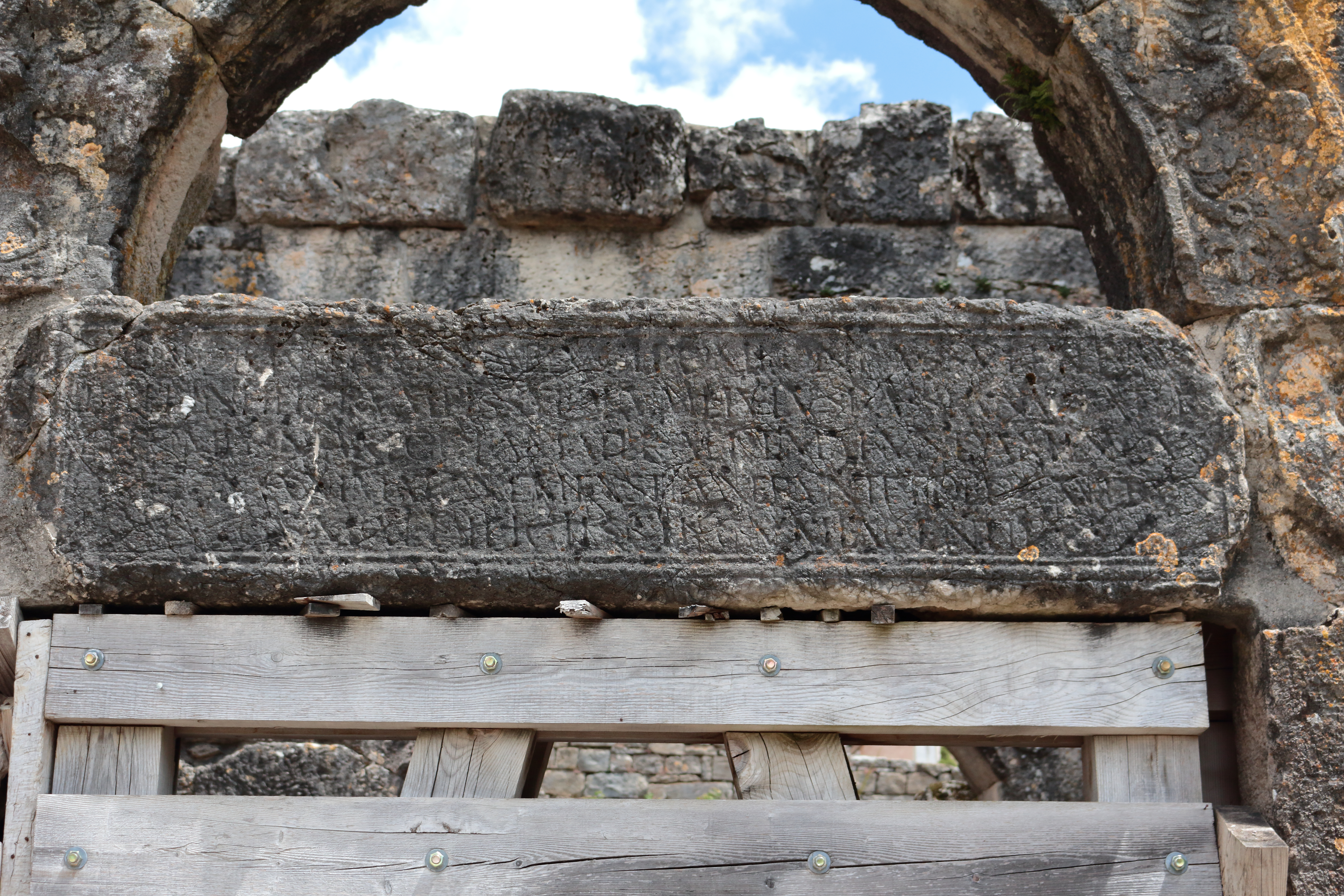
Le linteau gravé de son épitaphe

« En l'honneur et à la mémoire de Lucius Pomponius Bassulus et de Lucius Pomponius Balbinus, fils très respectueux, Lucius Iulius Bassianus, leur père, et Pomponia Regola, leur mère, ont construit ce monument, ainsi que les édifices avoisinants, depuis la fondation jusqu'à son achèvement et l'ont dédié (à leurs enfants). »
Cette épitaphe confère au monument son surnom de mausolée des Pomponii. Elle témoigne d'un usage, plus courant dans les hautes classes de la société, qui consiste à donner aux enfants le gentilice de leur mère (en l'occurrence Pomponius) et non celui de leur père.

Le mausolée des Pomponii.
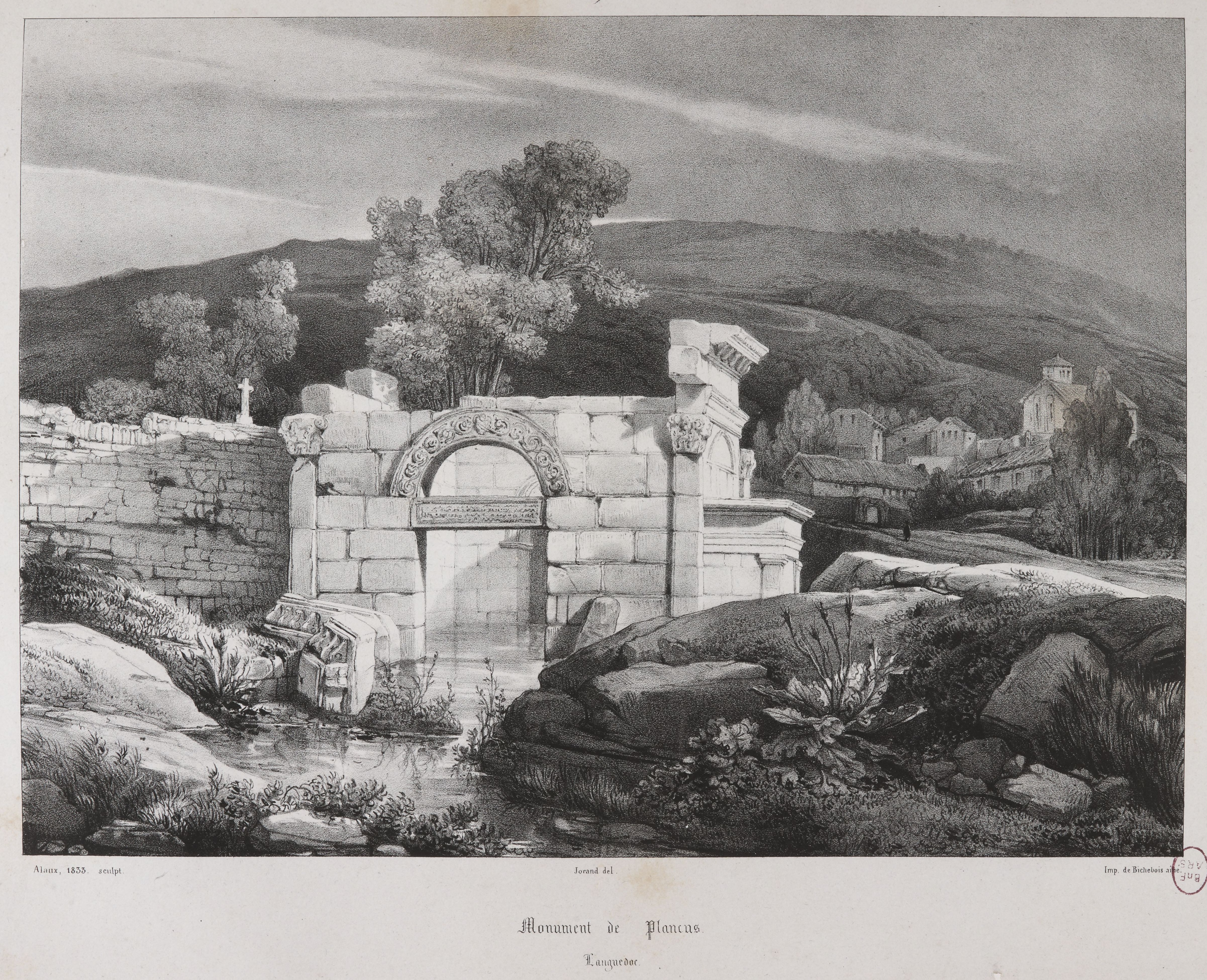
Mausolée partiellement enseveli et inondé (dessin de 1834).
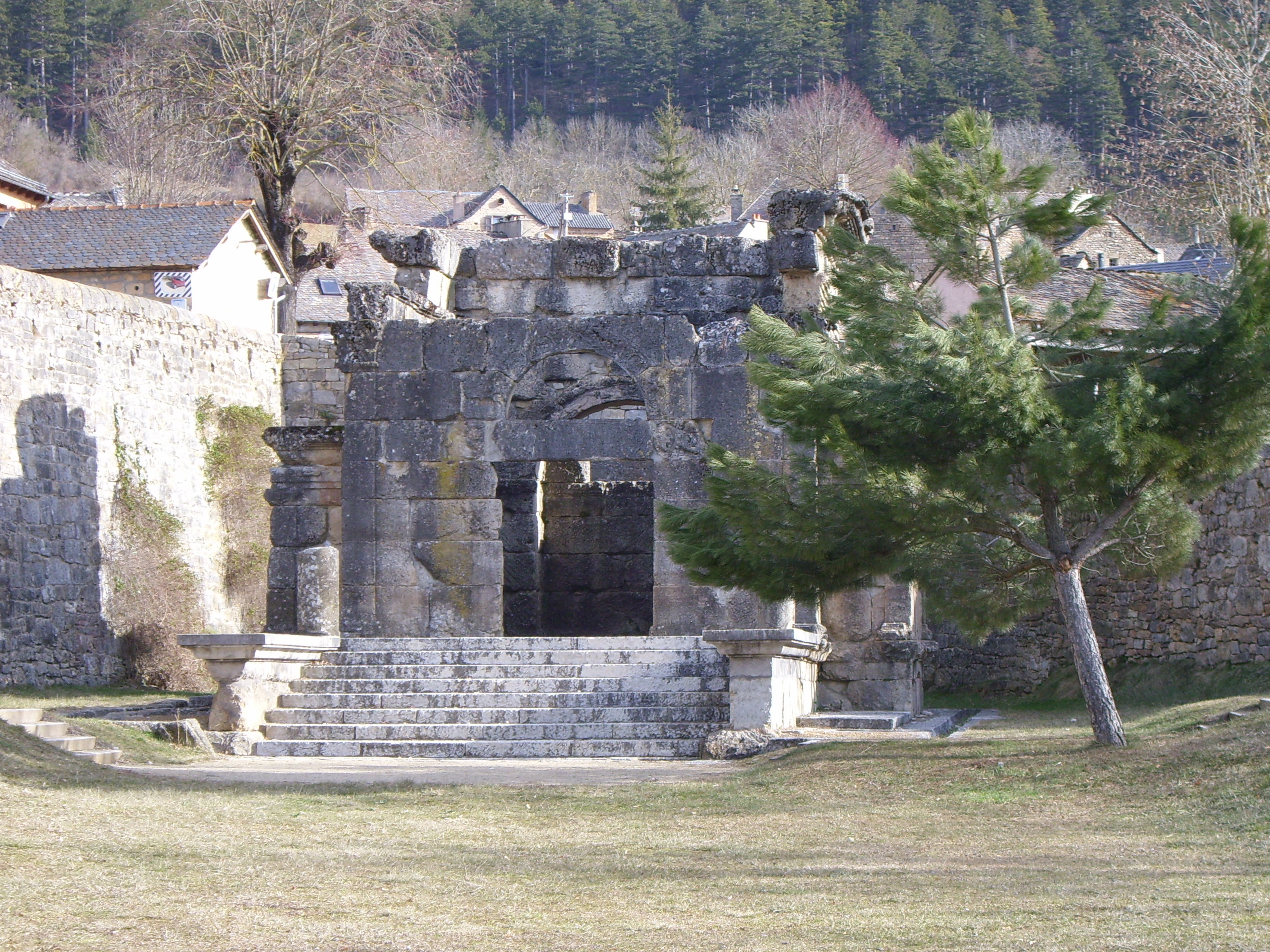
Vue générale.
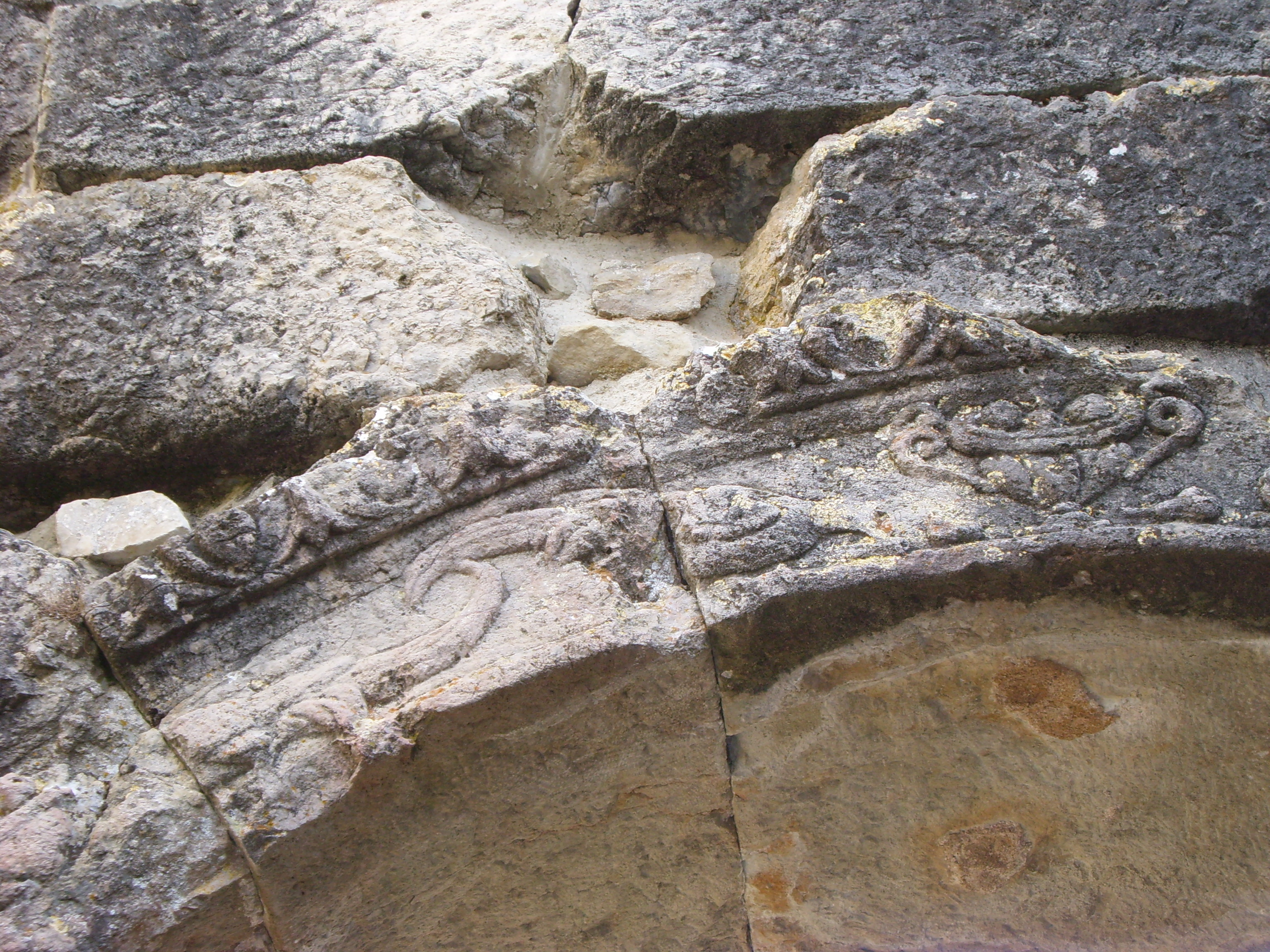
Détail de l'archivolte, intérieur de l'arc de la cella.
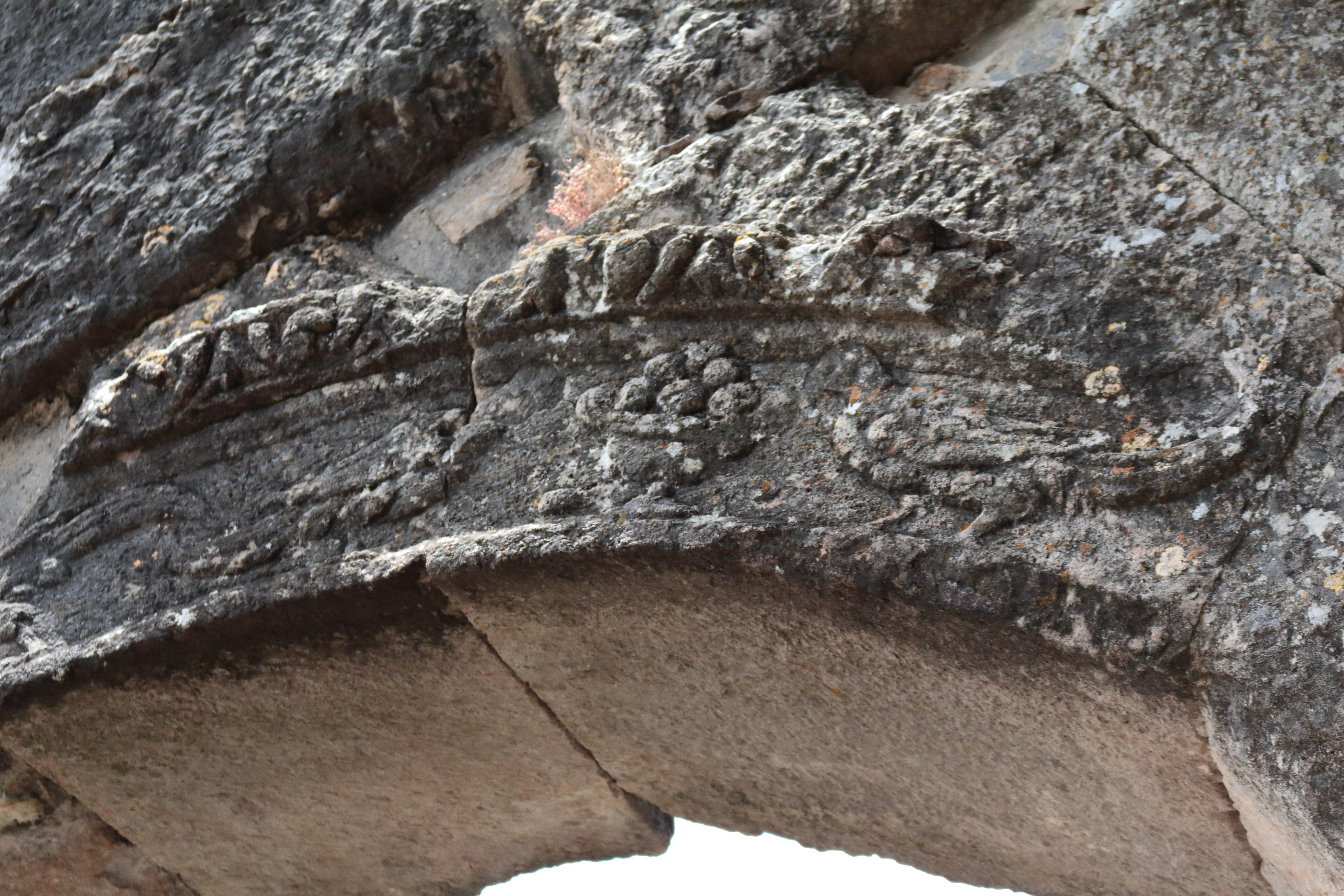
Détail de l'archivolte, intérieur de l'arc de la cella. Décor à colombe et coupe de fruits
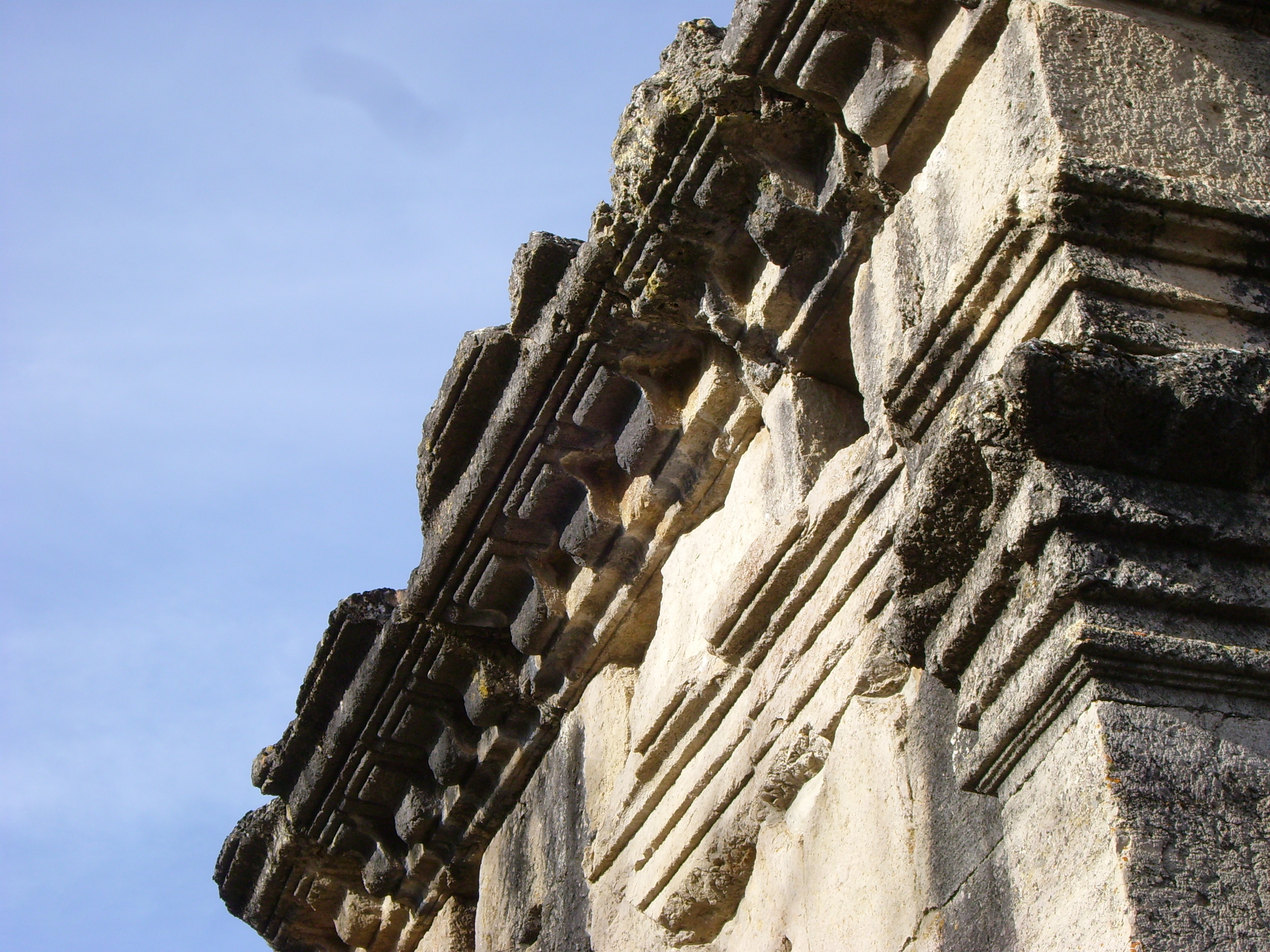
Détail de la façade, extérieur sud-est.
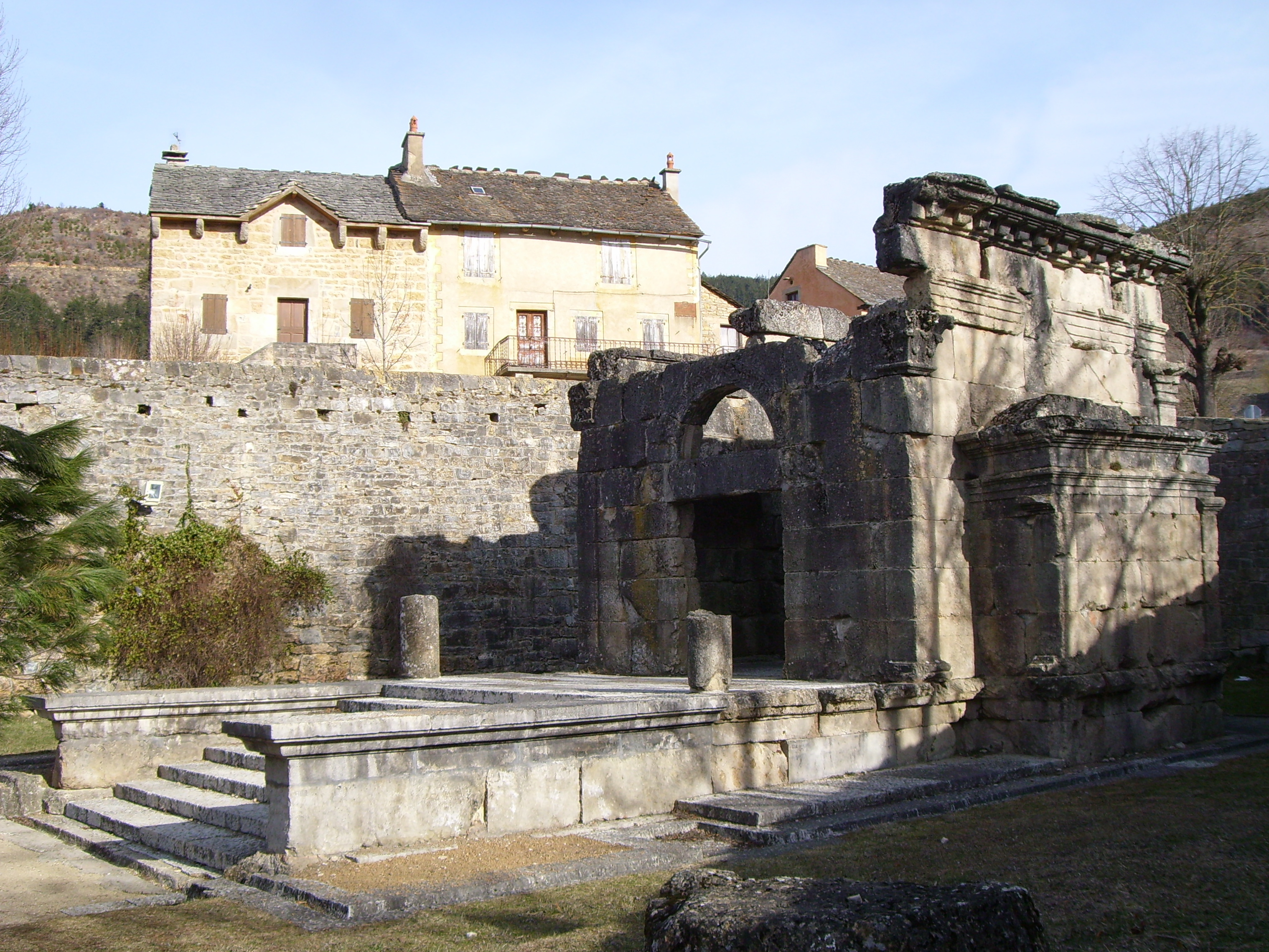
Podium et emmarchement.
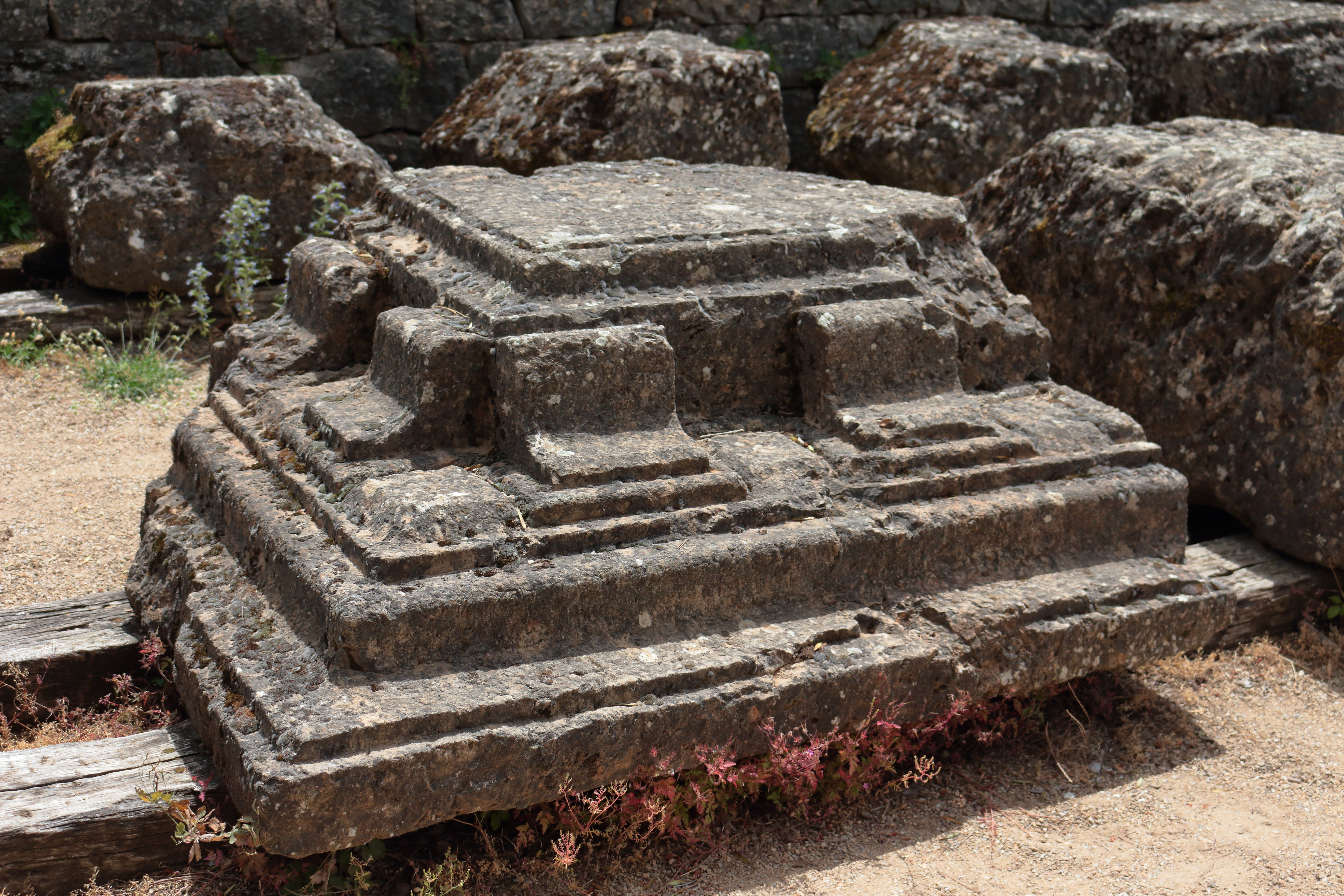
Élément d'angle de la corniche du mausolée (tête en bas).

#### Autel cérémoniel
| Image externe |                                         |
|               | L'autel sur le blog de Pascal Blachier. |

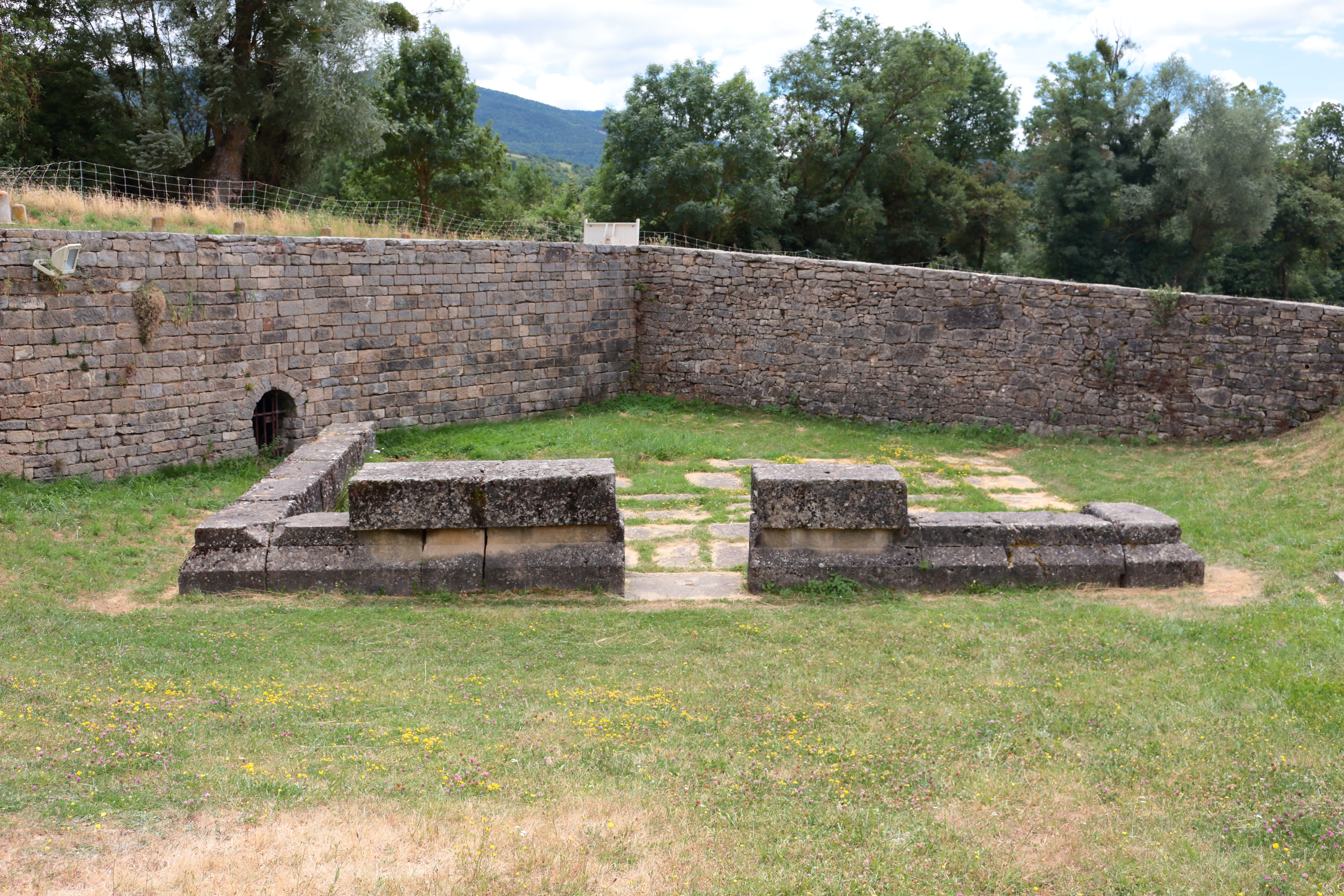
Le monument situé au Sud-Ouest du mausolée et désigné comme autel cérémoniel

Une structure arasée au niveau de la première assise de son élévation est découverte en 1881 à 35 m au sud-ouest du monument principal et à un plus d'un mètre en contrebas de celui-ci ; elle est dégagée dans les années 1970 et fouillée jusque dans les années 1990. Mesurant 10,50 × 8 m, elle est construite en grand appareil de calcaire identique à celui qui compose le mausolée et son sol est dallé. Elle se compose vraisemblablement d'un portique à colonnes en façade, précédé par une cour. De nombreux blocs épars sur le site peuvent lui être attribués ; il est certain que les fouilles ont révélé l'intégralité de son emprise au sol et ont démontré l'absence de crypte funéraire.
L'hypothèse d'un autel servant à la célébration des cérémonies à la mémoire des défunts est formulée.

#### Second tombeau

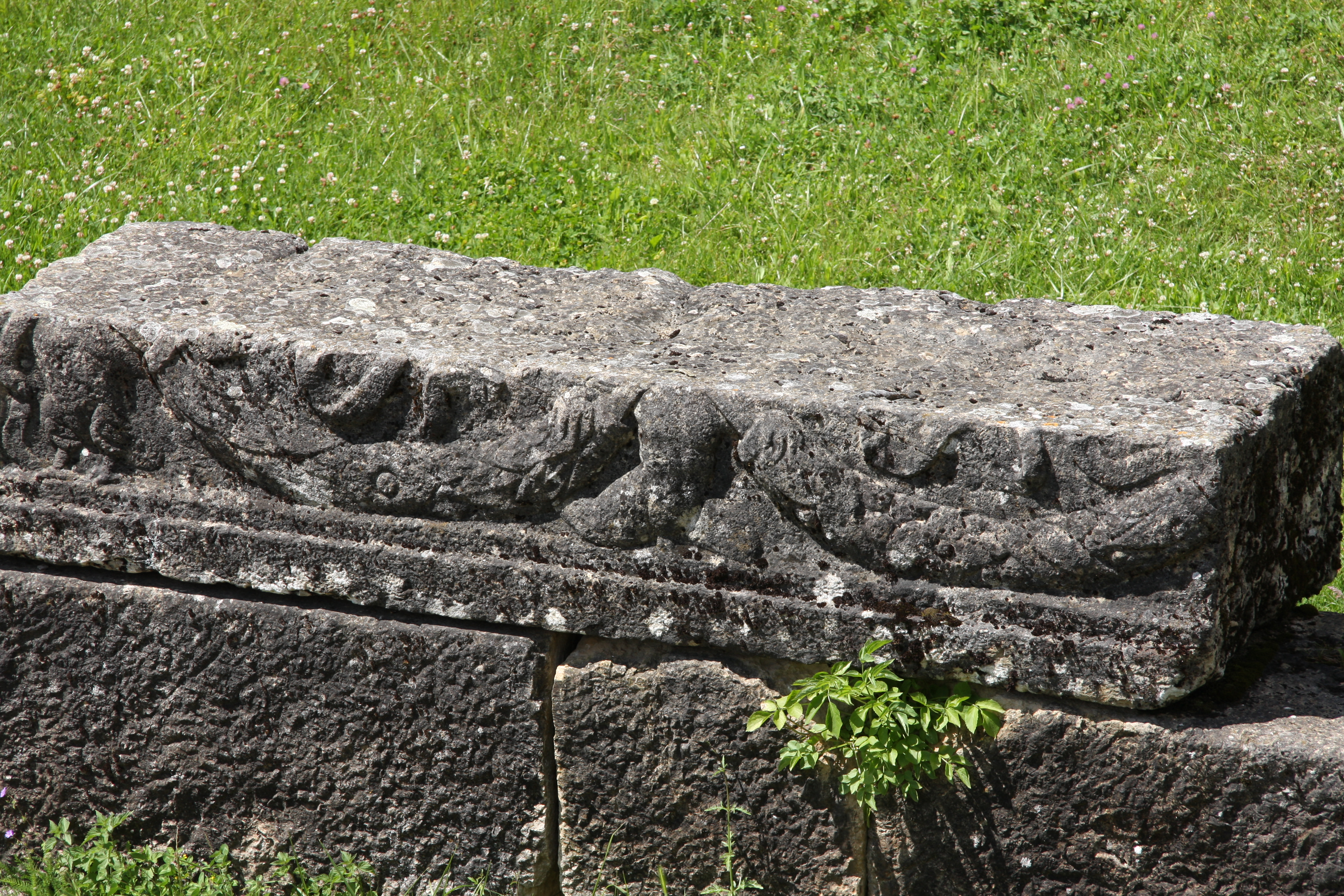
« Bloc aux guirlandes » provenant d'un possible second tombeau.

Au sud du supposé autel, un autre monument est dégagé en 1856 sans qu'aucune description précise n'en soit faite et il presque aussitôt ré-enseveli par les alluvions ; seul un plan topographique de 1860 en fait mention. Sa localisation à une trentaine de mètres au sud de l'autel est confirmée par les fouilles des années 1990. Deux blocs, faussement attribués à l'autel et présentant un décor à base de guirlandes, ainsi qu'un troisième retrouvé sur place sont les seuls qui peuvent lui appartenir avec certitude ; un autre bloc signalé en 1944 dans le cimetière de Lanuéjols présente les mêmes caractéristiques.
La taille des blocs qui composent cet autre monument, qui ne concorde pas avec celle des éléments déjà connus du site, suggère qu'il était encore plus imposant que le mausolée des Pomponii. Il pourrait s'agir du tombeau des parents, Lucius Julius Bassianus et Pomponia Regola.

### Commanditaires: une riche famille
Lucius Julius Bassianus, le père de famille, est un notable, certainement citoyen romain puisqu'il adopte le nom à trois composantes. Il réside probablement dans les environs mais sa villa n'est pas localisée. C'est sans doute un riche propriétaire foncier qui a les moyens de faire élever ce mausolée monumental à la mémoire de ses deux fils prématurément disparus. Il est également possible qu'une partie de sa fortune provienne de l'exploitation des mines de plomb argentifère proches de Lanuéjols.
Le style du mausolée, parfois rapproché des monuments funéraires ou religieux de la Syrie romaine, et le nom de « Bassianus » que portait également l'empereur Héliogabale né en Syrie ont pu conduire à attribuer une origine syrienne à la famille de Lanuéjols, ce que rien de tangible ne permet toutefois de confirmer.

### Chronologie
Les hypothèses de datation évoluent fortement avec la progression des connaissances sur le mausolée. Émile Espérandieu, en 1908, fait remonter ce monument au Ier siècle apr. J.-C.. En 1941, Fernand Benoit se base sur des comparaisons entre le mausolée de Lanuéjols et d'autres monuments du même style pour déterminer que le mausolée est « d'une époque postérieure à Dioclétien » et en tout cas « plus près des édifices syriens des IVe et Ve siècle que ceux de l'Empire ». Les notices de la base Mérimée proposent une construction au IIe siècle ou au IIIe siècle. Les fouilles réalisées dans les années 1990 livrent du mobilier attestant en définitive d'une construction dans la seconde moitié du IIe siècle, voire dans le troisième tiers de ce même siècle. L'ensemble du site funéraire semble cesser d'être fréquenté vers la fin du IIIe ou le début du IVe siècle, et le mausolée est épisodiquement utilisé comme abri temporaire par des voyageurs de passage.
Pour autant, la découverte d'une nécropole composée d'une cinquantaine de sépultures de l'Antiquité tardive explorées au XIXe siècle puis en 1997 au nord-est du mausolée semble montrer une forme de persistance dans la vocation funéraire du lieu,,. Se rattache à cette période la réalisation, autour des monuments, d'un sol assez grossièrement empierré qui semble avoir pour fonction première de combattre l'humidité persistante.